# Trent Lowe
Trent Lowe, né le 8 octobre 1984 à Melbourne, est un coureur cycliste australien.

## Biographie
Formé au VTT, Trent Lowe a été champion du monde junior de cross country puis double champion d'Australie de cette discipline dans la catégorie des moins de 23 ans.
En 2005, il intègre l'équipe continentale australienne Jittery Joe's et obtient ses premiers résultats sur route. Il remporte une étape de la Redlands Classic et finit, à 20 ans, meilleur jeune du Tour de Géorgie. Attirée par ces performances prometteuses, l'équipe Discovery Channel le recrute en 2006. Il y passe deux saisons sans victoire mais ponctuées de bons classements sur les courses par étapes. En octobre 2007, il finit troisième du Herald Sun Tour et est de ce fait l'un des derniers coureurs à monter sur un podium avec le maillot de la Discovery Channel qui disparaît en fin de saison.
En 2008, il rejoint l'équipe Slipstream Chipotle, devenue Garmin-Transitions en 2010.

## Palmarès en VTT
- 2001
  -  Champion d'Australie de cross-country juniors
- 2002
  -  Champion du monde de cross-country juniors
  -  Champion d'Australie de cross-country juniors
- 2003
  -  Champion d'Australie de cross-country espoirs
- 2004
  -  Champion d'Australie de cross-country espoirs

## Palmarès sur route

### Par années
- 2004
  - 3e étape de la Boulder Stage Race
  - 2e de la Boulder Stage Race
- 2005
  - 1re étape de la Redlands Classic
  - 2e de la Redlands Classic
- 2007
  - 3e du Herald Sun Tour
- 2008
  - 4e étape du Tour de Géorgie (contre-la-montre par équipes)
  - 2e du Tour de Géorgie

### Résultats sur les grands tours

#### Tour de France
- 2008 : 77e

### Classements mondiaux
| Année            | 2005 | 2006 | 2007 | 2008 |
| ---------------- | ---- | ---- | ---- | ---- |
| UCI America Tour | 72e  |      |      | 21e  |
| UCI Europe Tour  |      |      |      | 792e |